# زیردریایی یو-۳۸۹
زیردریایی یو-۳۸۹ (به انگلیسی: German submarine U-389) یک زیردریایی بود که طول آن ۶۷٫۱ متر (۲۲۰ فوت ۲ اینچ) بود. این زیردریایی در سال ۱۹۴۲ ساخته شد.